# Fantastico Max
Fantastico Max (Fantastic Max) è un cartone animato del 1988 creato da Kalisto Ltd. e da Hanna-Barbera Productions. Il cartone si centra sulle vicende di Maxwell Young, che tutti chiamano "Il Fantastico Max", un bambino di pochi mesi che ha delle mirabolanti avventure nello spazio insieme ai suoi migliori amici, che sono anche due dei suoi giocattoli: Verne, un pupazzo a cordicella che viene dal pianeta Scintillocchio e Latta, una sorta di androide fatto di costruzioni di legno ricalcato sul modello di C-3PO.

## Creazione
Creato da Judy Rothman e Robin Lyons della Siriol Animation, inizialmente si sarebbe dovuta chiamare "Il Bambino dello Spazio" prima che venisse prodotta dalla Hanna-Barbera Productions (infatti in un episodio si vedono anche dei camei muti di altre produzioni Hanna & Barbera come Space Ghost e I Pronipoti). Negli Stati Uniti il cartone divenne parte del contenitore The Funtastic World of Hanna-Barbera e il primo episodio venne trasmesso il 9 settembre del 1988. 
In Italia invece la serie arrivò nel 1990 e venne trasmessa dalle reti private regionali all'interno del contenitore per bambini Junior Tv.

## Personaggi
- Maxwell "Fantastic Max" Young - Un infante di pochi mesi a cui è stato dato il dono della parola e una portentosa intelligenza da Verne. È molto coraggioso e dotato di un grande spirito di avventura ma a volte con le sue azioni mette tutti nei guai. Tuttavia, ha molto a cuore la salute dei suoi amici e delle creature che incontra. Nelle situazioni di pericolo, la sua esclamazione è: "Oh per tutti i pannolini!" ("Dirty Diapers!" nell'originale americano).
- Verne– FX nella versione americana. È un pupazzo a cordicella alieno dotato di poteri magici con cui rende reale tutto ciò che Max plasma, come ad esempio un razzo spaziale a forma di biberon creato dalla sabbia. È il migliore amico di Max e in un episodio addirittura piange perché viene separato da quest'ultimo. Il suo tormentone era: "Magia Intergalattica...VIA!", che era anche la formula con la quale attivava i suoi poteri magici.
- Latta –  A.B.Sitter nella versione americana. Un robot giocattolo fatto di costruzioni di legno che Verne ha portato alla vita, è un po' la coscienza di Max. Alle volte i suoi consigli logorroici finiscono per annoiare quest'ultimo. Latta comunque si impegna per tirare Max e i suoi amici fuori dai guai. Il suo carattere è molto mite e pacato.
- Rompella– Zoe Young nella versione americana. È la sorella maggiore di Max, che a volte prende parte alle avventure del fratellino. Secondo lui, lei non è quello che si dice un genio. Alcune volte scopre i viaggi del fratello, ma Max grazie ai poteri di Verne la fa cadere in un sonno profondo così lei non potrà mai rivelare il suo segreto. A volte viene rimproverata dal padre per essere troppo impicciona.
- I signori Young– I genitori di Max, che non sanno della vera personalità del figlio. Sembrano essere attaccati più a Max che a Rompella. Ogni volta che appaiono si vedono solo le loro gambe.
- Jack Immondizia–  Uno spazzino che guida una nave spaziale a forma di camion della nettezza urbana e parla in rima. È uno dei nemici di Max, ma alle volte hanno stretto delle brevi alleanze.